# Decauville (automóviles)
Decauville (el nombre original en francés de la empresa era Voitures automobiles Decauville) fue un fabricante de automóviles francés, subsidiario de la Sociedad Decauville, una compañía ya famosa por producir locomotoras, ubicada en Petit-Bourg, cerca de Corbeil. La empresa estuvo operativa entre 1897 y 1911, cuando cerró definitivamente.

## Historia

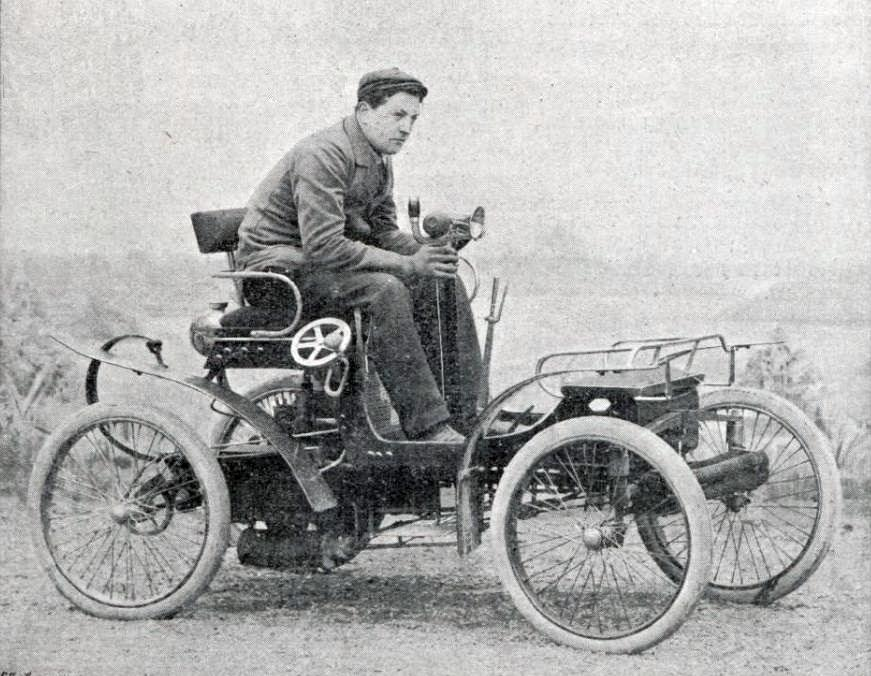
Léon Théry en 1900, al timón de una voiturette Decauville

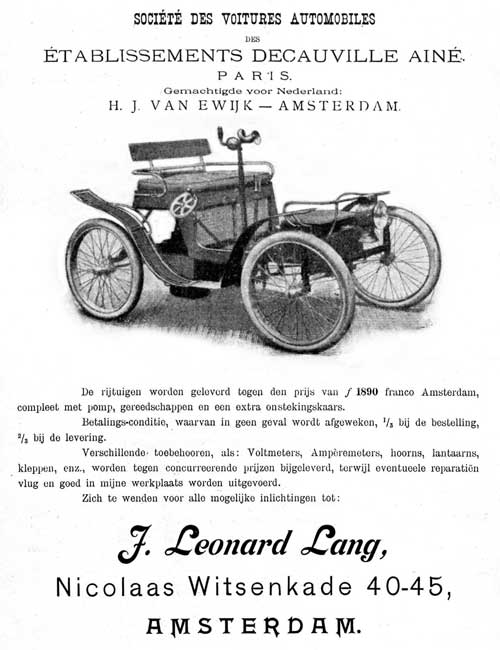
Anuncio holandés de un distribuidor Decauville

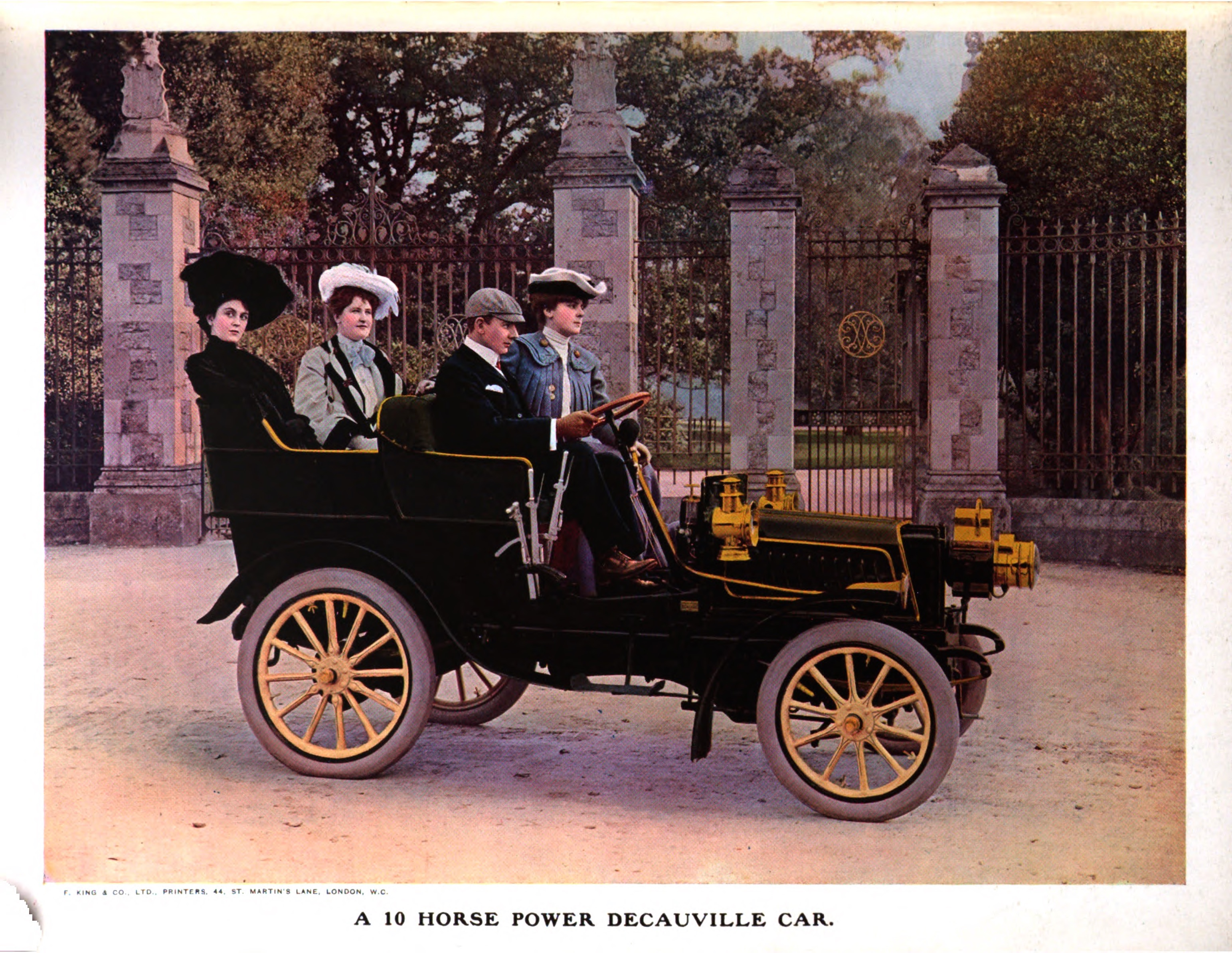
Decauville 10 HP (1903)

Fundada por Paul Decauville, la compañía fue registrada como Société des Voitures Automobiles Decauville en 1897 y la fábrica comenzó a producir automóviles en 1898. El primer automóvil fue diseñado por Joseph Guédon y Gustave Cornilleau, y se pagaron por el diseño 250.000 francos. Cornilleau también fue contratado como ingeniero jefe.
El automóvil, una voiturette (autociclo) de tres plazas guiada mediante una barra de timón, se llamaba voiturelle. Tenía una estructura peculiar, con una suspensión independiente por resorte transversal y dos motores monocilíndricos refrigerados por aire producidos por De Dion-Bouton que compartían un cárter común. El motor de 498 cm³ (30,4 plg³), que posiblemente rendía 3 HP (2,2 kW; 3 CV), iba montado debajo del asiento y estaba conectado al eje trasero mediante una caja de cambios de dos velocidades sin lubricar. Tenía una avanzada suspensión delantera con pilar deslizante, pero ninguna suspensión en la parte trasera.
Al igual que muchas marcas pioneras, incluidas Napier y Bentley, Decauville participó en competiciones automovilísticas, ganando la clase voiturette de la prueba París-Ámsterdam-París de 1898. Los conductores de la fábrica Gabriel y Léon Théry llegaron primero y segundo, con otro Decauville tercero, en la clase voiturette del Tour de Francia Automovilístico de 1899. También en la misma clase, se cosecharon victorias en los rallies de 1900 Burdeos-Biarritz y París-Rouen-París. La marca también se llevó el premio Daily Mail en la prueba de las Mil Millas de Inglaterra de 1900.
Este automóvil se vendió bien, comercializándose 107 unidades en 1898 y 350 en 1904. A partir de 1899, fue vendido en Inglaterra por R. Moffat Ford y construido bajo licencia por Automobilwerk Eisenach (como Wartburg) en Alemania y Orio y Marchand en Italia.
Al modelo original se unió en 1900 un nuevo diseño con motor de 5 HP (3,7 kW; 5,1 CV) refrigerado por agua, y al poco tiempo, se lanzó una nueva versión con un motor de dos cilindros en línea de 8 HP (6 kW; 8,1 CV), equipado con un "radiador en forma de herradura y un capó con perfil de punta de bala". En 1901 se lanzó un modelo con un motor de cuatro cilindros de 3 litros (dos unidades gemelas de 8 HP (6 kW; 8,1 CV) montadas en tándem).
En 1902 se dejaron de producir los voiturelle, sustituido por un modelo con motor de válvulas laterales de 10 HP (7,5 kW; 10,1 CV) y 2090 cm³ (127,5 plg³). La caja de cambios y el embrague estaban integrados en la misma unidad. Uno de estos coches, comprado por Henry Royce, inspiró su diseño para el primer Rolls-Royce.
El automóvil se volvió mucho más convencional en 1905, y el motor se había convertido en un bicilíndrico en línea de 1416 cm³ (86,4 plg³) refrigerado por agua y se desplazó al frente debajo del capó, con el radiador detrás del motor, una caja de cambios de cuatro velocidades y un eje trasero integrado.
A partir de 1905, la compañía produjo modelos más grandes, con motores de cuatro cilindros. El cliente podía elegir el tipo de motor de 2,7 a 9,2 litros, y también se lanzó una gama de camiones y autobuses.
En 1906, la compañía ofrecía cinco modelos distintos, todos con motores de cuatro cilindros: 12/16 (que en realidad producía 20,14 HP (15,0 kW; 20,4 CV)), 16/20, 24/28, 30 HP (22,4 kW; 30,4 CV) (que también producía más que su potencia fiscal nominal) y 45 HP (33,6 kW; 45,6 CV) (con transmisión por cadena, con un costo de 1020 libras listo para circular).
La demanda de sus automóviles cayó, y en 1907, Decauville dejó de fabricar el 16/12 y el 16/20. Las ventas cayeron aún más, y la compañía se vio obligada a cerrar su fábrica de automóviles en 1911. La empresa matriz, Société Decauville, continuó produciendo locomotoras.

## Unidades conservadas

Un Decauville Voiturelle de 1899 con carrocería vis-a-vis (Carrera de Coches Antiguos London-Brighton de 2008)

- Un Decauville Voiturelle de 1898 puede verse en el Musée Automobile de Vendée en Talmont-Saint-Hilaire, Francia
- Un Decauville Voiturelle Vis-à-Vis de 1899 está en el Musée Henri Malartre en Rochetaillée-sur-Saône, Francia
- Un Decauville de 1900 está en el Museo del Automóvil de Aalholm en Nysted, Dinamarca
- Un Decauville 10 HP Tonneau perteneciente al National Motor Museum en Beaulieu (Hampshire), Reino Unido, ha sido un participante habitual en Carrera de Coches Antiguos London-Brighton, asistiendo por última vez en 2010 (No. 143)
- Otro Decauville Voiturelle (c 1899), de Bélgica, participó en la London-Brighton de 2010 (No. 35)